# Muhammad Ali (boxeador, 1996)
Muhammad Ali (Bury, 20 de junio de 1996) es un deportista británico que compite en boxeo. Ganó una medalla de plata en el Campeonato Europeo de Boxeo Aficionado de 2015, en el peso mosca.
En febrero de 2020 disputó su primera pelea como profesional. En su carrera profesional tuvo en total 3 combates, con un registro de 3 victorias y 0 derrotas.

## Palmarés internacional
| Campeonato Europeo | Campeonato Europeo | Campeonato Europeo | Campeonato Europeo |
| Año                | Lugar              | Medalla            | Categoría          |
| ------------------ | ------------------ | ------------------ | ------------------ |
| 2015               | Samokov (Bulgaria) | Medalla de plata   | 52 kg              |